# Wolfgang Rahn
Wolfgang Rahn (* 3. Februar 1953 in Rostock; † 2. November 2009) war ein deutscher Fußballspieler in der höchsten Fußballklasse der DDR, Oberliga. Er spielte dort für den FC Hansa Rostock.

## Sportliche Laufbahn
Rahn spielte bis 1970 für Hansa Rostock in der Junioren-Oberliga. Am 26. November 1969 bestritt er sein erstes von 14 Länderspielen mit der Junioren-Nationalmannschaft der DDR. Im Heimspiel gegen die Niederlande (0:0) wurde er im rechten Mittelfeld eingesetzt. Seinen Einstand im Männerbereich gab Rahn noch im Juniorenalter in der 2. Mannschaft des FC Hansa in der zweitklassigen DDR-Liga. Am 21. Spieltag der Saison 1969/70, am 29. März 1970, wurde er in der Begegnung FC Hansa Rostock II – FC Vorwärts Berlin II (4:2) ebenfalls als rechter Mittelfeldspieler eingesetzt. Für die Saison 1970/71 wurde er offiziell für das Aufgebot der 2. Mannschaft nominiert, bestritt mit ihr jedoch nur acht Punktspiele in der DDR-Liga. In dieser Saison kam er aber auch zu seinem ersten Einsatz in der DDR-Oberliga. Am letzten Punktspieltag, dem 16. Juni 1971, kam er für den nicht einsatzbereiten Klaus-Dieter Seehaus im Spiel Stahl Riesa – Hansa Rostock (1:0) als linker Mittelfeldspieler in die 1. Mannschaft. Anschließend nominierte der Klub Rahn zur Saison 1971/72 für die Oberligamannschaft. Rahn nutzte seine Chance und eroberte sich vom 5. Spieltag an einen Stammplatz im Mittelfeld der Hanseaten. Am Saisonende hatte er 21 Oberligaspiele absolviert. Bis zum Ende der Saison 1975 war Rahn eine feste Größe im Rostocker Mittelfeld.
Das Ende der Saison bedeutete für den FC Hansa aber auch den Abstieg in die DDR-Liga. Ein Jahr war Rahn so gezwungen, in der Zweitklassigkeit zu spielen. Die Ligasaison ging über 22 Spieltage, von denen Rahn 20 bestritt und mit 16 Treffern Hansas bester Torschütze wurde. Die Mannschaft wurde souverän Staffelsieger und stand vor den Aufstiegsspielen zur Oberliga, als am 26. April 1976 in der Rostocker Tageszeitung Ostsee-Zeitung folgende Notiz erschien: „Der Spieler des FC Hansa Rostock Wolfgang Rahn wurde wegen Verstoßes gegen die Verhaltensnormen und die Disziplin im Leistungssport mit Wirkung vom 20. April 1976 aus dem Klub ausgeschlossen.“ Über die Art der Verstöße wurde nichts bekanntgegeben. Da Rahn nie wieder für den FC Hansa spielte, ergab sich nach der Saison 1975/76 folgende Bilanz der Spiele für die 1. Mannschaft: 90 Oberligaspiele (4 Tore), 20 DDR-Liga-Spiele (16 Tore) und 12 DDR-Pokalspiele (6 Tore).
Im Laufe der Saison 1978/79 tauchte Rahn beim DDR-Ligisten TSG Bau Rostock wieder als Spieler auf. Hier blieb er bis zum Saisonende 1979/80, danach wechselte er zur BSG Stahl Brandenburg, die ebenfalls in der DDR-Liga spielte. In Brandenburg blieb Rahn drei Jahre, anschließend ging er 30-jährig als Spielertrainer zum DDR-Ligisten Chemie Premnitz, mit dem er nach einem Jahr in die Bezirksliga abstieg. Es folgten 1985 zwei Jahre bei der BSG Landbau Neustadt in der Bezirksliga Potsdam und weitere Trainerstationen bei unterklassigen Mannschaften im Brandenburger Raum. Noch für die Saison 2009/10 wurde Rahn als Trainer des FC Blau-Weiß Wusterhausen in der 2. Kreisklasse Ostprignitz/Ruppin gemeldet.